# فاسينار
فاسينار Wassenaar  هي مدينة وبلدية غرب هولندا، في مقاطعة جنوب هولندا.

## طوبوغرافيا
خريطة طوبوغرافية هولندية لبلدية فاسينار، يوليو 2013، (تقرأ بعد ثلاث نقرات على الخريطة).

## معرض صور

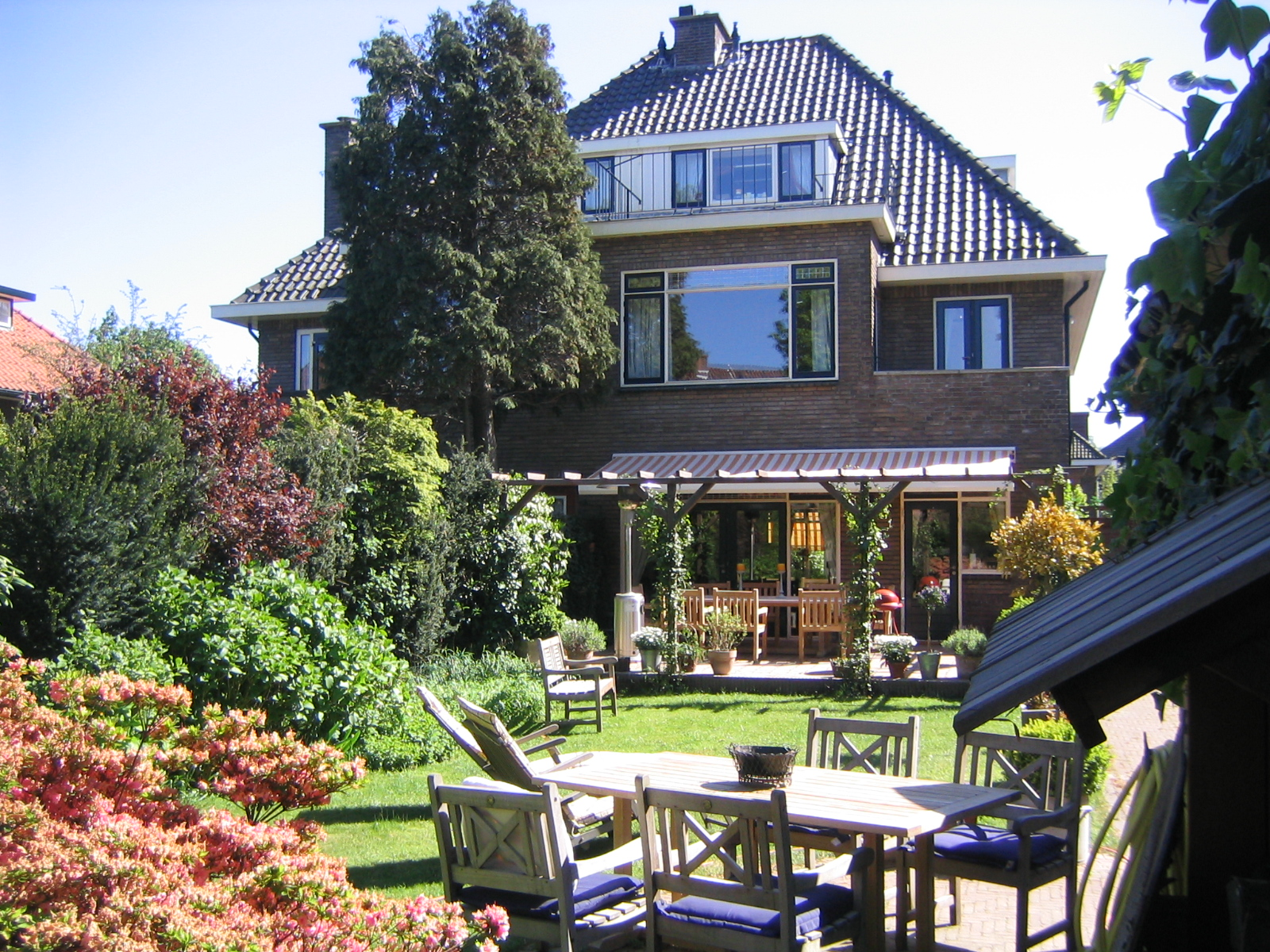
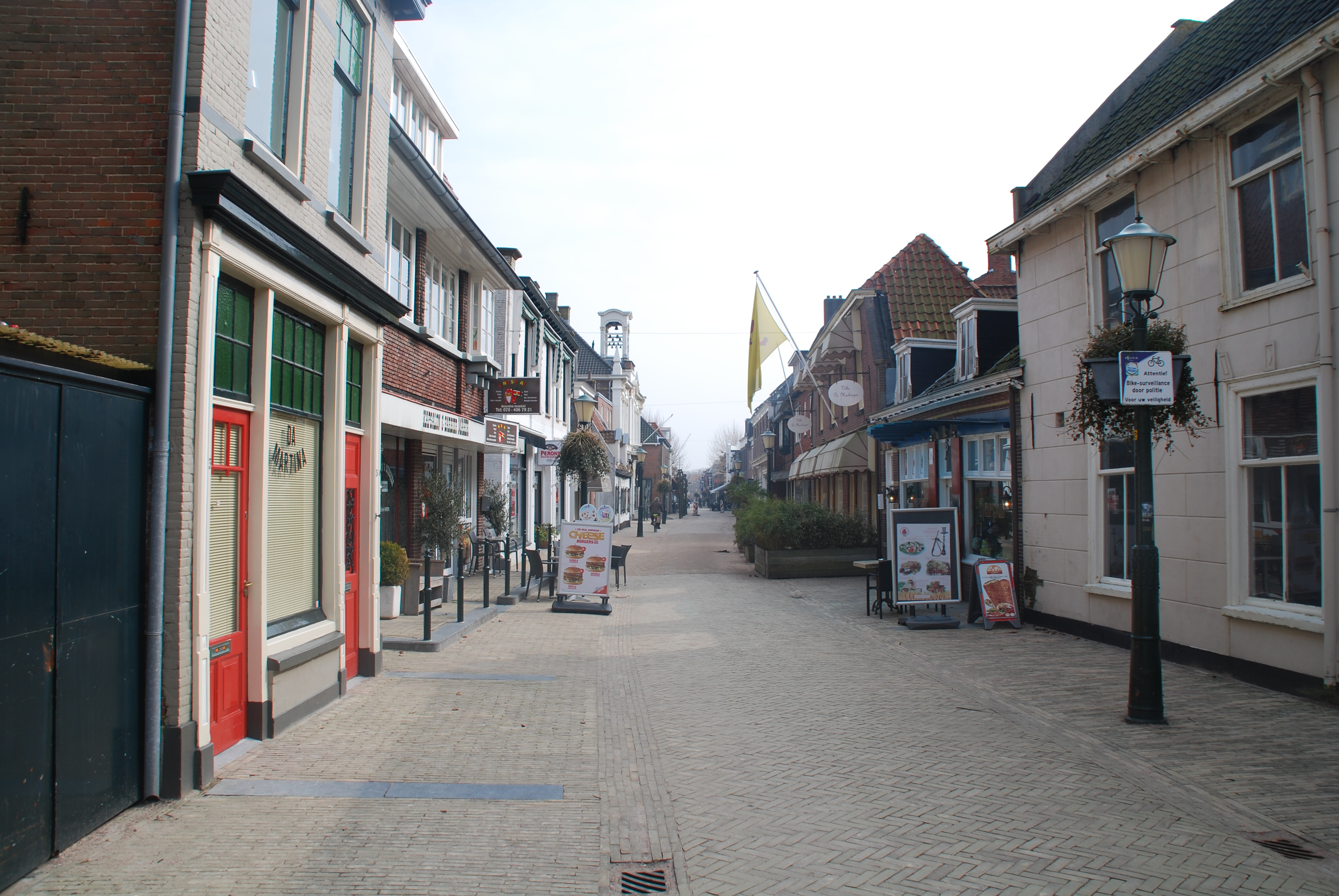
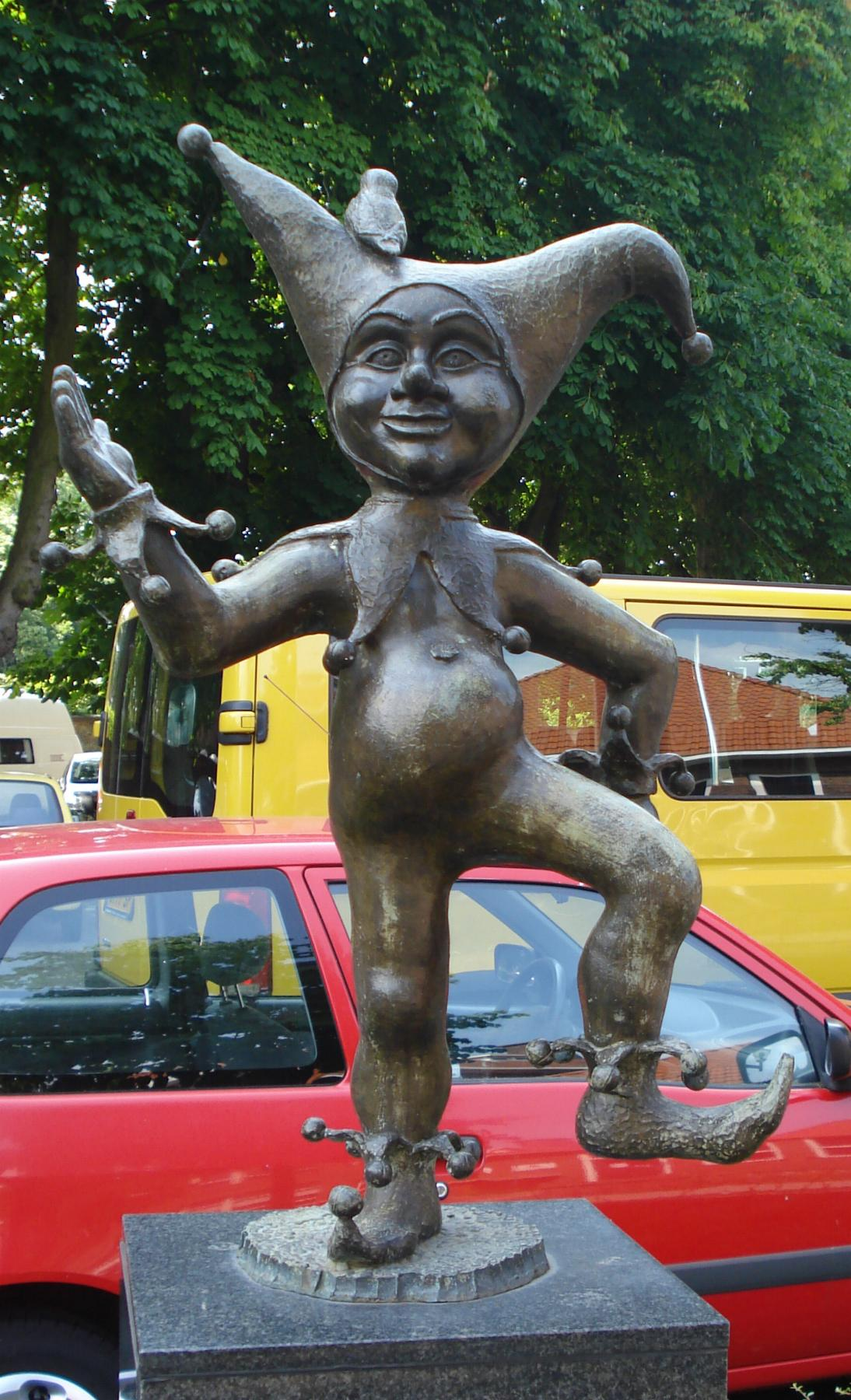
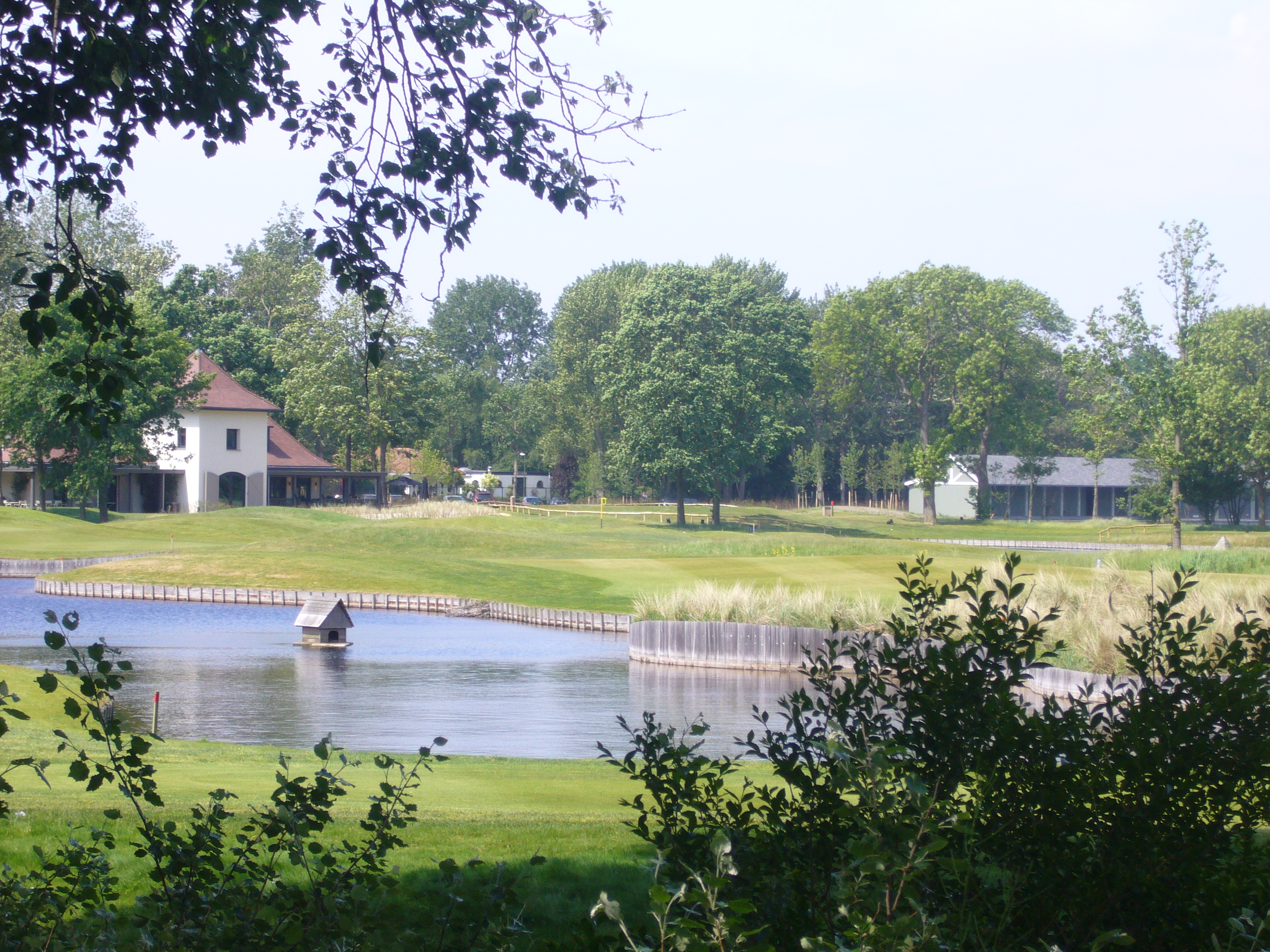
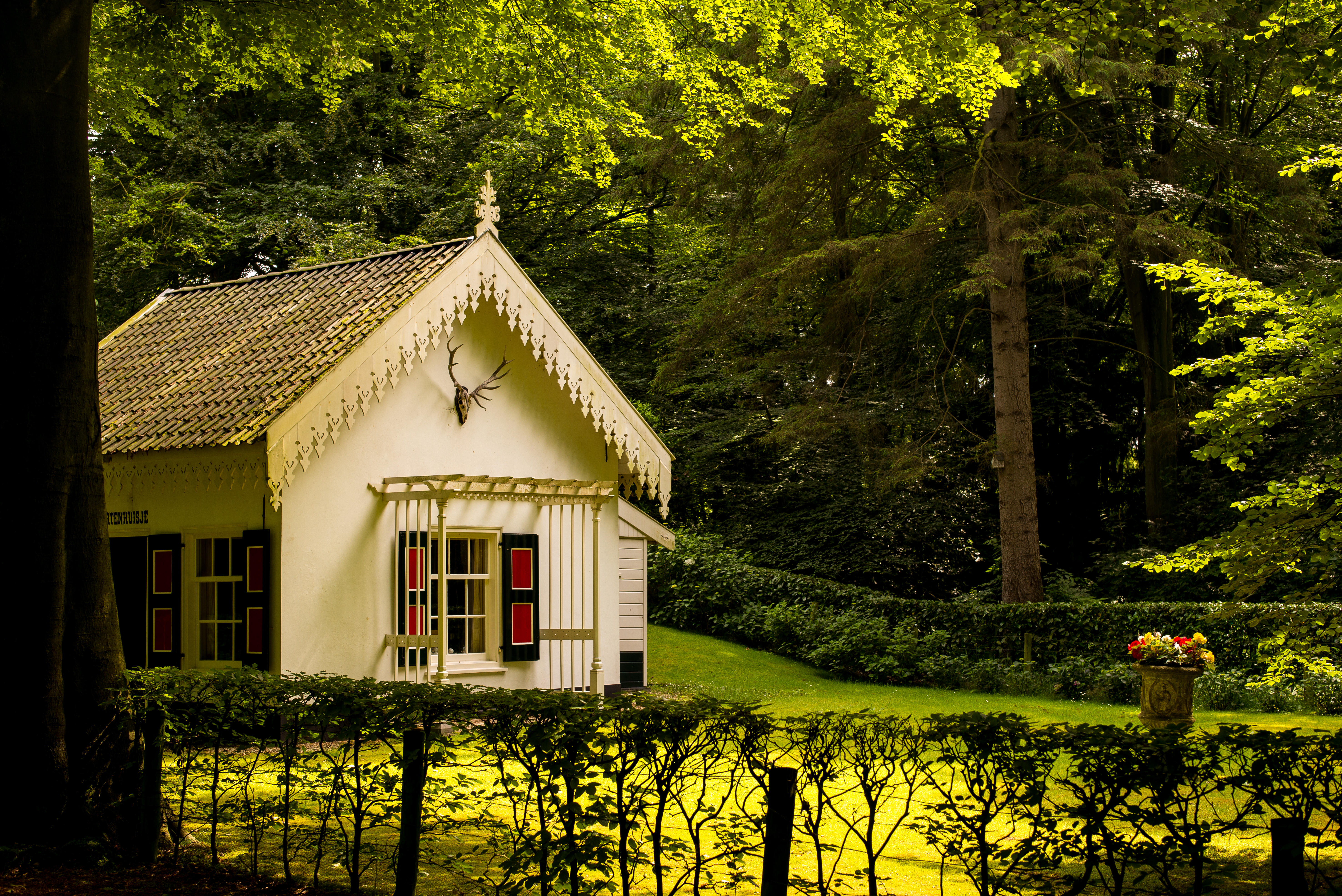

## أعلام
- الأميرة لويز من بروسيا
- بالتازار فان دير بول
- ستانلي إلبيرس
- سيدني فان دن بيرغ
- ثوم هوفمان